# Roger Aa Djupvik
Roger Aa Djupvik (23 marzo 1981) è un ex fondista norvegese.

## Biografia
In Coppa del Mondo ha esordito il 16 marzo 2002 a Oslo (69°) e ha ottenuto la prima vittoria, nonché primo podio, il 7 marzo 2010 a Lahti. Non ha partecipato né a rassegne olimpiche né iridate.

## Palmarès

### Coppa del Mondo
- Miglior piazzamento in classifica generale: 60º nel 2007
- 1 podio (a squadre):
  - 1 vittoria

#### Coppa del Mondo - vittorie
| Data         | Località | Nazione   | Spec.                                                              |
| ------------ | -------- | --------- | ------------------------------------------------------------------ |
| 7 marzo 2010 | Lahti    | Finlandia | 4x10 km (con Simen Østensen, Sjur Røthe e Kristian Tettli Rennemo) |

### Marathon Cup
- Miglior piazzamento in classifica generale: 25º nel 2012
- 1 podio:
  - 1 secondo posto